# Prințesa Pilar de Bavaria
Prințesa Maria del Pilar a Bavariei (Maria del Pilar Eulalia Antonia Isabella Ludovika Franziska Josepha Rita Euphrasia von Wittelsbach; 13 martie 1891 – 29 ianuarie 1987) a fost singura fiică și al treilea copil al Prințului Ludwig Ferdinand al Bavariei și a soției acestuia, Infanta María de la Paz a Spaniei.

## Legături externe
Materiale media legate de Prințesa Pilar de Bavaria la Wikimedia Commons